# Бриньяр Гюннарссон
Бриньяр Бьёдн Гюннарссон (исл. Brynjar Björn Gunnarsson; 16 октября 1975, Рейкьявике, Исландия) — исландский футболист, полузащитник. Выступал в сборной Исландии. Сейчас работает тренером. 

## Карьера

### Клубная
Гюннарсон начал свою профессиональную карьеру в Исландии в клубе «КР Рейкьявик». В 1998 году он уехал в Норвегию, где некоторое время играл за «Волеренгу» и «Мосс». В 1999 году футболист перешёл в шведский клуб «Эргрюте». В том же году он покинул клуб и подписал контракт с английским  «Сток Сити» за рекордные для клуба 600 тысяч фунтов стерлингов. В «Сток Сити» Гюннарсон провёл 4 сезона, где сыграл 131 матч и забил 15 голов. В 2003 году он в качестве свободного агента перешёл в «Ноттингем Форест», но провёл в нём всего 13 матчей. Во второй половине сезона 2003/04 он был арендован своим прежним клубом «Сток Сити».
Летом 2004 года Гюннарссон подписал контракт с другим английским клубом — «Уотфорд». Он провёл в его составе 36 игр в чемпионате, а также выступал в играх на кубок страны. Но после смены главного тренера команды Гюннарсон вынужден был покинуть «Уотфорд», так как новый тренер Адриан Ботройд считал, что Бриньяр хуже другого полузащитника Гевина Махуна.
13 ноября 2006 года Гюннарссон подписал контракт с «Редингом» до июня 2008 года. Футболист не всегда появлялся в основе команды, но забил несколько важных голов. Гюннарсон в сезоне 2005/06 чемпионата Футбольной лиги Англии помог клубу занять первое место и получить право на участие в Премьер-лиге. Он отличился в матче против «Манчестер Юнайтед» в сезоне 2006-07 Кубка Англии: встреча завершилась со счётом 1:1, а в переигровке победу одержал «Манчестер Юнайтед».
В сентябре 2007 года Гюннарсон продлил контракт с «Редингом» на два года. 13 января 2010 года Бриньяр провёл великолепную переигровку матча с «Ливерпулем» в рамках сезона 2009/10 Кубка Англии: «Ливерпуль» проиграл в дополнительное время со счётом 1:2, позволив «Редингу» выйти в четвёртый раунд Кубка.

### В сборной
Дебют Бриньяра Гюннарсона в составе сборной Исландии состоялся 7 июня 1997 года в гостевом матче против сборной Македонии (0:1). Всего на 26 марта 2011 года Гюннарсон провёл 74 матча (4 показатель для игроков сборной Исландии) и забил 4 гола.

## Статистика
| Сезон   | Клуб             | Чемпионат                       | Матчи | Голы |
| ------- | ---------------- | ------------------------------- | ----- | ---- |
| 1995    | КР Рейкьявик     | Пепсидейлд карла                | 16    | 1    |
| 1996    | КР Рейкьявик     | Пепсидейлд карла                | 18    | 0    |
| 1997    | КР Рейкьявик     | Пепсидейлд карла                | 16    | 0    |
| 1998    | Волеренга        | Типпелига                       | 4     | 0    |
| 1998    | Мосс             | Типпелига                       | 5     | 2    |
| 1999    | Эргрюте          | Аллсвенскан                     | 24    | 1    |
| 1999/00 | Сток Сити        | Английская Премьер-лига         | 22    | 1    |
| 2000/01 | Сток Сити        | Первый дивизион Футбольной лиги | 46    | 5    |
| 2001/02 | Сток Сити        | Второй дивизион Футбольной лиги | 23    | 5    |
| 2002/03 | Сток Сити        | Первый дивизион Футбольной лиги | 40    | 5    |
| 2003/04 | Ноттингем Форест | Первый дивизион Футбольной лиги | 13    | 0    |
| 2003/04 | Сток Сити        | Первый дивизион Футбольной лиги | 3     | 0    |
| 2004/05 | Уотфорд          | Чемпионат Футбольной лиги       | 36    | 3    |
| 2005/06 | Рединг           | Чемпионат Футбольной лиги       | 29    | 4    |
| 2006/07 | Рединг           | Английская Премьер-лига         | 23    | 3    |
| 2007/08 | Рединг           | Английская Премьер-лига         | 20    | 0    |
| 2008/09 | Рединг           | Чемпионат Футбольной лиги       | 27    | 2    |
| 2009/10 | Рединг           | Чемпионат Футбольной лиги       | 26    | 0    |
| 2010/11 | Рединг           | Чемпионат Футбольной лиги       | 12    | 0    |